# معهد مالبران
معهد مالبران (يعرف رسميًا بالإسبانية: Administración Nacional de Laboratorios e Institutos de Salud) هو هيئة عامة تعتمد على وزارة الصحة في الأرجنتين. وظيفتها هي تطوير السياسات العلمية والتقنية للصحة العامة للبلاد.
يضم المعهد سلسلة من المختبرات في جميع أنحاء الأرجنتين المتخصصة في علم الأمراض وعلم الأحياء الدقيقة وكذلك الوقاية من الأمراض. من بين الموظفين المعروفين الذين عملوا هناك الحائزين على جائزة نوبل سيزار ميلستين وبرناردو هوساي.
كان إنشاء المعهد اقتراحًا من كارلوس مالبران، الذي سُمي المعهد باسمه، بعد وباء الحمى الصفراء في بوينس آيرس عام 1916. تُظهر الورقة النقدية الأرجنتينية من فئة 2000 بيزو الصادرة في عام 2023 المقر الرئيسي لمعهد مالبران في حي باراكاس، بوينس آيرس، تكريمًا لنظام الصحة العامة الأرجنتيني بعد جائحة كوفيد-19.